# Gageac-et-Rouillac
 Gageac-et-Rouillac  (en occitano Gajac e Rolhàs) es una población y comuna francesa, situada en la región de Aquitania, departamento de Dordoña, en el distrito de Bergerac y cantón de Sigoulès.

## Demografía
| 459 | 451 | 356 | 395 | 440 | 435 |
| Para los censos de 1962 a 1999 la población legal corresponde a la población sin duplicidades (Fuente: INSEE [Consultar]) |     |     |     |     |     |